# Martin Tenk
Martin Tenk (8. února 1972, Ostrava) je český sportovní střelec olympionik, vicemistr světa a mistr Evropy ve střelbě z pistole.
Získal bronzovou medaili na olympiádě 2000 v Sydney ve střelbě libovolnou pistolí.

## Účast na OH
- LOH 1996 – 7. místo LP / 23. místo VzPi
- LOH 2000 – 3. místo LP / 11. místo VzPi
- LOH 2004 – 9. místo LP / 20. místo VzPi
- LOH 2008 – 36. místo LP